# Bahnstrecke Garmsar–Maschhad
| Streckenlänge: | 812 km               |                                          |                                          |
| Spurweite: | 1435 mm (Normalspur) |                                          |                                          |
| |                      |                                          |                                          |
| \| \| \| Transiranische Eisenbahn von Teheran \| \| \| \| 114,3 0 \| Garmsar \| Garmsar \| \| \| \| Transiranische Eisenbahn nach Gorgan \| \| \| \| 17 \| Jateri \| Jateri \| \| \| 39 \| Deh Namak \| Deh Namak \| \| \| 58 \| Sorchdascht \| Sorchdascht \| \| \| 74 \| Lahur \| Lahur \| \| \| 96 \| Bijabanak \| Bijabanak \| \| \| 109,5 \| Cheirabad \| Cheirabad \| \| \| 114 \| Semnan \| Semnan \| \| \| 123 \| Atar \| Atar \| \| \| 132 \| Mijandarreh \| Mijandarreh \| \| \| 148 \| Ab-i-Garm \| Ab-i-Garm \| \| \| 164 \| Gerdab \| Gerdab \| \| \| 179 \| Haftchan \| Haftchan \| \| \| 193 \| Larestan \| Larestan \| \| \| 206 \| Bonewar \| Bonewar \| \| \| 219 \| Amrawan \| Amrawan \| \| \| 231 \| Schiraskuh \| Schiraskuh \| \| \| 235 \| Sorchdeh \| Sorchdeh \| \| \| 250,2 \| Damghan \| Damghan \| \| \| 272 \| Sarin \| Sarin \| \| \| 296 \| Kalatchan \| Kalatchan \| \| \| 315,2 \| Schahrud \| Schahrud \| \| \| 336,1 \| Bastam \| Bastam \| \| \| 355,9 \| Schirin Tscheschmeh \| Schirin Tscheschmeh \| \| \| 374 \| Gilan \| Gilan \| \| \| 395 \| Bakran \| Bakran \| \| \| 417 \| Dschahan Abad \| Dschahan Abad \| \| \| 437 \| Abrischam \| Abrischam \| \| \| 447 \| Schaliabad \| Schaliabad \| \| \| 459 \| Dschadscharam \| Dschadscharam \| \| \| 479 \| Asadwar \| Asadwar \| \| \| 488 \| Rahtschaman \| Rahtschaman \| \| \| 498 \| Sanqast \| Sanqast \| \| \| 512 \| Schahrestanak \| Schahrestanak \| \| \| 518 \| Dschowejn \| Dschowejn \| \| \| 540,9 \| Neqhab \| Neqhab \| \| \| 562 \| Esfarajen \| Esfarajen \| \| \| 582 \| Bejhaq \| Bejhaq \| \| \| 604 \| Sabsewar \| Sabsewar \| \| \| 610,5 \| Maschgan \| Maschgan \| \| \| 628 \| Ferdows \| Ferdows \| \| \| 652 \| Attar \| Attar \| \| \| 665 \| Sahlabad \| Sahlabad \| \| \| 674 \| Nischapur \| Nischapur \| \| \| 696 \| Chajjam \| Chajjam \| \| \| 708 \| Heschmmatidscheh \| Heschmmatidscheh \| \| \| 719 \| Kaschmar \| Kaschmar \| \| \| 736 \| Abu Moslem \| Abu Moslem \| \| \| 755 \| Torbat \| Torbat \| \| \| 759 \| Teikoh \| Teikoh \| \| \| \| Nord-Süd-Eisenbahn von/nach Bandar Abbas \| \| \| \| 774 \| Fariman \| Fariman \| \| \| \| Nord-Süd-Eisenbahn nach Turkmenistan \| \| \| \| 792 \| Salam \| Salam \| \| \| 800 \| Turuk \| Turuk \| \| \| 812 \| Maschhad \| Maschhad \| |                      |                                          |                                          |
| Strecke |                      | Transiranische Eisenbahn von Teheran     | Transiranische Eisenbahn von Teheran     |
| Bahnhof | 114,3 0              | Garmsar                                  | Garmsar                                  |
| Abzweig geradeaus und nach links |                      | Transiranische Eisenbahn nach Gorgan     | Transiranische Eisenbahn nach Gorgan     |
| Bahnhof | 17                   | Jateri                                   | Jateri                                   |
| Bahnhof | 39                   | Deh Namak                                | Deh Namak                                |
| Bahnhof | 58                   | Sorchdascht                              | Sorchdascht                              |
| Bahnhof | 74                   | Lahur                                    | Lahur                                    |
| Bahnhof | 96                   | Bijabanak                                | Bijabanak                                |
| ehemaliger Bahnhof | 109,5                | Cheirabad                                | Cheirabad                                |
| Bahnhof | 114                  | Semnan                                   | Semnan                                   |
| ehemaliger Bahnhof | 123                  | Atar                                     | Atar                                     |
| Bahnhof | 132                  | Mijandarreh                              | Mijandarreh                              |
| Bahnhof | 148                  | Ab-i-Garm                                | Ab-i-Garm                                |
| Bahnhof | 164                  | Gerdab                                   | Gerdab                                   |
| Bahnhof | 179                  | Haftchan                                 | Haftchan                                 |
| Bahnhof | 193                  | Larestan                                 | Larestan                                 |
| Bahnhof | 206                  | Bonewar                                  | Bonewar                                  |
| Bahnhof | 219                  | Amrawan                                  | Amrawan                                  |
| ehemaliger Bahnhof | 231                  | Schiraskuh                               | Schiraskuh                               |
| Bahnhof | 235                  | Sorchdeh                                 | Sorchdeh                                 |
| Bahnhof | 250,2                | Damghan                                  | Damghan                                  |
| Bahnhof | 272                  | Sarin                                    | Sarin                                    |
| Bahnhof | 296                  | Kalatchan                                | Kalatchan                                |
| Bahnhof | 315,2                | Schahrud                                 | Schahrud                                 |
| Bahnhof | 336,1                | Bastam                                   | Bastam                                   |
| Bahnhof | 355,9                | Schirin Tscheschmeh                      | Schirin Tscheschmeh                      |
| Bahnhof | 374                  | Gilan                                    | Gilan                                    |
| Bahnhof | 395                  | Bakran                                   | Bakran                                   |
| Bahnhof | 417                  | Dschahan Abad                            | Dschahan Abad                            |
| Bahnhof | 437                  | Abrischam                                | Abrischam                                |
| ehemaliger Bahnhof | 447                  | Schaliabad                               | Schaliabad                               |
| Bahnhof | 459                  | Dschadscharam                            | Dschadscharam                            |
| Bahnhof | 479                  | Asadwar                                  | Asadwar                                  |
| ehemaliger Bahnhof | 488                  | Rahtschaman                              | Rahtschaman                              |
| Bahnhof | 498                  | Sanqast                                  | Sanqast                                  |
| ehemaliger Bahnhof | 512                  | Schahrestanak                            | Schahrestanak                            |
| Bahnhof | 518                  | Dschowejn                                | Dschowejn                                |
| Bahnhof | 540,9                | Neqhab                                   | Neqhab                                   |
| Bahnhof | 562                  | Esfarajen                                | Esfarajen                                |
| Bahnhof | 582                  | Bejhaq                                   | Bejhaq                                   |
| Bahnhof | 604                  | Sabsewar                                 | Sabsewar                                 |
| Bahnhof | 610,5                | Maschgan                                 | Maschgan                                 |
| Bahnhof | 628                  | Ferdows                                  | Ferdows                                  |
| Bahnhof | 652                  | Attar                                    | Attar                                    |
| ehemaliger Bahnhof | 665                  | Sahlabad                                 | Sahlabad                                 |
| ehemaliger Bahnhof | 674                  | Nischapur                                | Nischapur                                |
| Bahnhof | 696                  | Chajjam                                  | Chajjam                                  |
| Bahnhof | 708                  | Heschmmatidscheh                         | Heschmmatidscheh                         |
| Bahnhof | 719                  | Kaschmar                                 | Kaschmar                                 |
| Bahnhof | 736                  | Abu Moslem                               | Abu Moslem                               |
| Bahnhof | 755                  | Torbat                                   | Torbat                                   |
| ehemaliger Bahnhof | 759                  | Teikoh                                   | Teikoh                                   |
| Abzweig geradeaus, nach rechts und von rechts |                      | Nord-Süd-Eisenbahn von/nach Bandar Abbas | Nord-Süd-Eisenbahn von/nach Bandar Abbas |
| Bahnhof | 774                  | Fariman                                  | Fariman                                  |
| Abzweig geradeaus und nach rechts |                      | Nord-Süd-Eisenbahn nach Turkmenistan     | Nord-Süd-Eisenbahn nach Turkmenistan     |
| Bahnhof | 792                  | Salam                                    | Salam                                    |
| Bahnhof | 800                  | Turuk                                    | Turuk                                    |
| Kopfbahnhof Streckenende | 812                  | Maschhad                                 | Maschhad                                 |

Die Bahnstrecke Garmsar–Maschhad verbindet die Stadt Maschhad mit der Hauptstadt des Iran, Teheran. Sie ist die im Personenfernverkehr aufkommenstärkste Eisenbahnstrecke im Iran.

## Geografische Lage

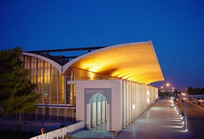
Empfangsgebäude Maschhad

Die Strecke zweigt in Garmsar von der Transiranischen Eisenbahn in östlicher Richtung ab. In der Kombination mit dem Streckenabschnitt Sarachs–Fariman der Nord-Süd-Eisenbahn entstand eine neue Ost-West-Verbindung zwischen China und Europa.
2014 wurde auf der Strecke die automatische Zugsicherung mit dem Sicherungssystem ATP in Betrieb genommen. Dies war die erste Strecke im iranischen Eisenbahnnetz, die mit einer automatischen Zugsicherung ausgerüstet wurde. Mehr als 10.000 km sollen folgen. 50 Dieseltriebwagen, 30 Diesellokomotiven der Baureihe EuroRunner 24 PC (auch: IranRunner) von Siemens und der lokalen Firma MAPNA sowie 10 weitere Paradis-InterCity-Dieseltriebwagen werden für die Nutzung der Zugsicherung ausgerüstet.

## Technische Parameter
Die Strecke wurde in der im Iran üblichen Normalspur errichtet und ist 812 km lang. Die Entfernung zwischen Teheran und Maschhad beträgt 925 km. Die Strecke ist heute in voller Länge zweigleisig ausgebaut. Die Höchstgeschwindigkeit beträgt 160 km/h.

## Geschichte
Die Strecke wurde seit 1941 in mehreren aufeinander folgenden Abschnitten in Betrieb genommen und wird seit April 1957 durchgehend befahren. Durch die Nord-Süd-Bahn von Bandar Abbas über Maschad zur turkmenischen Grenze wurde die Strecke Garmsar–Maschhad Bestandteil der Eisenbahnverbindung von der Türkei nach Turkmenistan und weiter nach China, der „Seidenstraße auf Schienen“. Die Strecke ist mit 10 Mio. Reisenden pro Jahr die im Personenverkehr am stärksten frequentierte Strecke im Iran.

## Zukunft
Am 29. Juni 2014 wurde zwischen dem Iran, der Volksrepublik China sowie verschiedenen Unternehmen aus beiden Staaten ein Vertrag über die Elektrifizierung und den Ausbau der Strecke von Teheran bis Maschhad geschlossen. Sie soll auf 200 km/h ertüchtigt werden, so dass die Reisezeit zwischen Teheran und Maschhad auf 6 Stunden reduziert wird. Die Kunstbauten sollen sogar auf 250 km/h ausgelegt werden. Weiter umfasst der Vertrag die Lieferung von 70 Elektrolokomotiven von China an den Iran. Der Ausbau soll vier Jahre in Anspruch nehmen. Angestrebt wird in Zukunft ein Stundentakt zwischen Teheran und Maschhad. Die Kosten des Projekts werden mit rund 2,6 Mrd. US-Dollar veranschlagt. Die Finanzierung erfolgt über Kredite aus der Volksrepublik China. Die Streckenkapazität soll künftig 33 Mio. Reisende und 10 Mio. Tonnen Güter im Jahr betragen.

## Zwischenfälle
Bei einem Eisenbahnunfall in der Nähe von Nischapur kamen 2004 mindestens 320 Menschen ums Leben, als brennbare Chemikalien explodierten. 
Bei einem Auffahrunfall am 25. November 2016 in der Nähe von Haftchan kamen 45 Menschen ums Leben.

## Weblink
- YouTube-Video: Iran - From Mashhad to Tehran by train wonderful railroad. 2012.